# یوسف دادو
یوسف محمد دادو (۵ سپتامبر ۱۹۰۹ – ۱۹ سپتامبر ۱۹۸۳) یک مسلمان هندی‌تبار و فعال ضد آپارتاید از آفریقای جنوبی و رهبر حزب کمونیست آفریقای جنوبی و رهبر کنگره هندی‌های آفریقای جنوبی و از رهبران کنگره ملی آفریقا بود.
یوسف دادو یکی از طرفداران بزرگ همکاری بین کنگره هندی‌های آفریقای جنوبی و حزب کمونیست آفریقای جنوبی با کنگره ملی آفریقا بود. او یک رهبر کمپین تمرد و یک متهم در دادگاه خیانت در سال ۱۹۵۶ بود. آخرین روزهای او در تبعید لندن سپری شد، جایی که او در قبرستان هایگیت چند متری قبر کارل مارکس به خاک سپرده شد.